# Muzeum Benedyktynów w Tyńcu
Muzeum Opactwa w Tyńcu – jedno z krakowskich muzeów przyklasztornych. Zlokalizowane jest w Opactwie Benedyktynów w Tyńcu. Znajduje się w podziemiach i na parterze budynku dawnej biblioteki. Prezentowane w nim są głównie zabytki związane z przeszłością klasztoru - wśród nich obiekty archeologiczne, romańskie detale architektoniczne, rękopisy i druki, przedmioty liturgiczne. Muzeum łączy tradycyjną formę ekspozycji muzealnej z nowoczesnymi formami multimedialnymi.  

## Wystawa stała
Ekspozycja stała zawiera zabytki związane z historią tynieckiego opactwa. Są to m.in. romańskie detale architektoniczne z przełomu XI i XII w., kopie kielicha i pateny pochodzące z jednego z pierwszych pochówków opackich. W piwnicach dawnej biblioteki zobaczyć można także zbiór zabytków archeologicznych, odkryty podczas badań wykopaliskowych prowadzonych przy odbudowie klasztoru w XX wieku. Najstarsze z nich związane są z zamieszkującą te tereny ludnością neolityczną.
W muzeum można obejrzeć interaktywną prezentację „Benedyktyni. Jedność Europy”, której zadaniem jest przybliżenie historii monastycyzmu, klasztorów benedyktyńskich na kontynencie europejskim oraz historii Tyńca.

## Wystawy czasowe
Muzeum przygotowuje także tematyczne wystawy czasowe. Dotychczas przygotowano siedem ekspozycji:
- „70-lecie powrotu Benedyktynów do Tyńca” (2009 r.)
- „Jak piórko wiatrem niesione... - Świat Hildegardy z Bingen” (2011-2012 r.)
- „Grzegorz - dlaczego wielki? W poszukiwaniu korzeni i jedności Europy” (2012-2013 r.)
- „Cluny - sen o tradycji” (2013-2014 r.)
- „W stronę raju... Historia i symbolika klasztornych ogrodów” (2014-2015 r.)
- „Gdzie bije serce pustyni? Symbolika i historia” (2015-2016 r.)
- „Krzyżem, pługiem i piórem. Benedyktyni w chrystianizacji Polski” (2016-2017 r.)